# Белоусов, Владимир Прокофьевич
Влади́мир Проко́фьевич Белоу́сов (1 января 1921, деревня Слободка, Шумилинский район, Витебская область — 24 октября 2006 г.) — белорусский советский художник, кинодеятель. Заслуженный деятель искусств Белорусской ССР (1973). Лауреат Государственной премии Белорусской ССР (1974).

## Биография
Участник Великой Отечественной войны, в РККА с июля 1941 года, лейтенант, служил в 315-й стрелковой дивизии и 15-й стрелковой дивизии, демобилизован в мае 1946 года, награждён Орденом Отечественной войны II степени (1985).
В 1954 году окончил художественный факультет Всесоюзного института кинематографии в Москве.
В 1954—1983 годах работал на киностудии «Беларусьфильм».
Оформил художественные фильмы: «Полесская легенда», «Красные листья» (оба с А. Григорьянцем), «Строгая женщина», «Первые испытания» (с Ю. Булычовым), «Рогатый бастион», «Чужое имя», «Потому что люблю», «Брачная ночь»; телефильмы «Рядом с нами», «Руины стреляют…», «Долгие версты войны», «Антонина Брагина».
Участник художественных выставок с 1952 года. Член БСХ с 1958 года.
Среди живописных работ: «На реке», «Рельсовая война», «Последние дни войны», «Белорусский пейзаж», «Озеро Нарочь».
Работы находятся в Национальном художественном музее Беларуси, Музее истории белорусского кино, фондах БСХ, Музее современного изобразительного искусства в Минске.

## Звания и награды
- Заслуженный деятель искусств Белорусской ССР (1973).
- Государственной премии Белорусской ССР (1974) за телефильм «Руины стреляют…»[1].